# Brachidontes arcuatulus
Brachidontes arcuatulus е вид мида от семейство Mytilidae. Видът не е застрашен от изчезване.

## Разпространение и местообитание
Разпространен е в Индонезия (Суматра), Малайзия (Западна Малайзия), Сингапур, Тайланд, Филипини и Япония.
Обитава сладководни и полусолени басейни, морета и реки.